# Сыроватченко, Василий Васильевич
Васи́лий Васи́льевич Сырова́тченко (6 [19] января 1907, с. Красная Яруга, Курская губерния — ?) — советский партийный и государственный деятель.

## Биография
Родился в селе Красная Яруга (ныне районный центр в Белгородской области).
Служил в РККА, работал председателем сельсовета, в промышленной кооперации (Иваново), во Всесоюзном кооперативно-промышленном Союзе. Окончил вечернее отделение Московского института связи.
В течение 10 лет работал на хозяйственных должностях в Иваново. С июля 1942 года по 23 сентября 1944 г. — председатель Владимирского горисполкома. С сентября 1944 года по 30 мая 1946 года председатель Владимирского облисполкома, с 30 мая 1946 года — заместитель председателя Владимирского облисполкома.
В 1958 г. упоминается как заместитель начальника Главного управления сельскохозяйственных вузов Министерства сельского хозяйства СССР.

## Награды
- орден Отечественной войны I степени
- орден Трудового Красного Знамени.